# Cmentarz prawosławny w Sobiborze
Cmentarz prawosławny w Sobiborze – zabytkowy cmentarz z XIX wieku znajdujący się w Sobiborze, w województwie lubelskim, w powiecie włodawskim, w gminie Włodawa. Cmentarz usytuowany jest na północno-wschodnim krańcu wsi, w lesie około 300 metrów od szosy Włodawa – Wola Uhruska. Ma kształt prostokąta o powierzchni około 5500 m². Teren cmentarza otoczony jest rozpadającym się ogrodzeniem z betonowych słupów i drutu kolczastego.
Cmentarz został założony w I połowie XIX w., najstarszym zachowanym pomnikiem jest częściowo zniszczony nagrobek z jasnego piaskowca Józefy z Górskich Szymańskiej (zm. 1851). Zdecydowana większość grobów pochodzi z pierwszej połowy XX w. Są to betonowe krzyże z napisami, sporadycznie spotyka się pomniki z piaskowca. Najciekawszy z nich, z różowego piaskowca, należy do zmarłego w 1908 Fiedora Iwanowa Prylepy, uczestnika wojny rosyjsko-japońskiej. Cechą charakterystyczną omawianego cmentarza są liczne mogiły ziemne z bardzo wysokimi 4–5-metrowymi drewnianymi krzyżami, wiele z nich przewróconych i zniszczonych. Część z nich na szczycie posiada kuty metalowy krzyż niewielkich rozmiarów.
Cmentarz należy do parafii Narodzenia Przenajświętszej Bogurodzicy we Włodawie i jest ciągle używany. Wpisany do rejestru zabytków 29 września 1993 pod nr A/253.